# Премия Шумпетера
Премия Шумпетера (англ. Schumpeter Prize) — награда, присуждаемая Международным обществом Йозефа Шумпетера с 1988 г. раз в два года. Награждение лауреата происходит на конференции общества. Книги или другие научные материалы, представляемые на соискание премии, должны соответствовать или теме конференции, или быть выполнены в «шумпетерианском» духе. Размер премии — €10 000.
Лауреатами премии становились:
- 1988 — Кристофер Фримэн;
- 1990 — Уильям Артур, Джоэль Мокир и Мануэль Трахтенберг;
- 1992 — Ричард Масгрейв и К. Грин;
- 1994 — Э. Динопулос и Дж. Фэн;
- 1996 — М. МакКилви;
- 1998 — Масахико Аоки, Ф. Лихтенберг и Мансур Олсон;
- 2000 — Дж. Поттс и Б. Лоусби;
- 2002 — С.Клеппер;
- 2004 — П. Мармэнн;
- 2006 — Филипп Агьон, Р. Гриффит, Ричард Липси, К. Бекар, Р. Ланглуа.
- 2012 — Франко Малерба[1], Ричард Нельсон, Л. Орсениго, Сидни Уинтер.